# Carson Helicopters
Carson Helicopters, Inc est une société créée en 1963 d'exploitation d'hélicoptères basée à Perkasie, en Pennsylvanie, aux États-Unis. La société utilise des hélicoptères Sikorsky S-61 comme grues volantes pour les transports par voie aérienne et comme bombardiers d'eau dans les feux de forêts. 
Carson est connue pour avoir développé les pales de rotors "Carson" pour le S-61 et le H-3 Sea King. 

Un hélicoptère Carson S-61N en cours de ravitaillement à Southern River en Australie-Occidentale.